# Pseudopachystylum gonioides
Pseudopachystylum gonioides là một loài ruồi trong họ Tachinidae.